# یوسف شعبان
یوسف شعبان (عربی: يوسف شعبان يوسف شعبان البوسعيدي؛ زادهٔ ۴ نوامبر ۱۹۸۲) بازیکن فوتبال اهل عمان بود.
از باشگاه‌هایی که در آن بازی کرده‌است می‌توان به باشگاه فوتبال ظفار اشاره کرد.
وی همچنین در تیم ملی فوتبال عمان بازی کرده‌است.